# 令状のカナリア
令状のカナリア（英語: warrant canary）は主にウェブサービスの契約書などにおける表記の一つで、国家などからのデータ提出要求を受けていないことを記すものである。
この名称は炭鉱において酸素欠乏による事故を防ぐために置かれるカナリアに由来する。

## 意義
多くの場合、国家などからのデータ提出要求を受けた際にその事実を顧客や第三者に公開することは違法となりうる。しかしユーザーのデータを秘密裏に提供することとなるためプライバシー侵害という点で見た際に大きな問題となる。これにサービス提供者が対抗するための手段として令状のカナリアを用いる。

## 例
例えばAppleの透明性レポートには2013年上半期まで以下のような表記が存在していた。
アップルは米愛国者法第215条に基づく（政府からのユーザ情報提示）命令を一度も受けていない。かかる命令が下れば、当社は断固戦う。—Apple、Gizmodo

## 令状のカナリアを削除した主なプロバイダー
- Apple[1][2]
- Cloudflare[4]
- Reddit[5]
- Riseup[6]